# Sándorfalva
Sándorfalva is een stad en gemeente in het Hongaarse comitaat Csongrád. Sándorfalva ligt 12 kilometer ten noorden van de hoofdstad van het comitaat, Szeged. De plaats kreeg in 2005 stadsrechten en heeft ongeveer 7.900 inwoners. De naam van de plaats betekent letterlijk: Sanderdorp.

## Geschiedenis
De stad werd in 1879 gesticht op de landerijen van de adellijke familie Pallavicini om de bevolking van het door de Tisza-overstroming geteisterde Algyő te huisvesten.